# League of Historical Cities
Die League of Historical Cities (dt. „Liga historischer Städte“) ist eine 1987 in Japan gegründete Vereinigung internationaler „historischer Städte“. Die Zentrale der Non-Profit-Organisation befindet sich im japanischen Kyōto.
Mitglieder sind weltweit 128 Städte (Stand 2023). Die Städteliga ist Partner des Programms der Vereinten Nationen für menschliche Siedlungen (UN-HABITAT), des International Councils on Monuments and Sites (ICOMOS) sowie der Organization of World Heritage Cities (OWHC).

## World Conference of Historical Cities
Etwa alle zwei Jahre findet in einer der Partnerstädte die internationale World Conference of Historical Cities statt:
1. Kyōto 1987: Historical Cities in the 21st Century – Tradition and Creativity –
2. Florenz 1988: Historical Cities in the Future of Mankind
3. Barcelona 1991: The Memories of and Futures of Cities
4. Kyōto 1994: In Quest of the Wisdom of Historical Cities
5. Xi’an 1996: Revival of Historical Cities
6. Krakau 1998: Heritage and Development of Historical Cities
7. Montpellier 2000: History of Value
8. Montreal 2003: Conserving and Developing – How? With whom? Why? –
9. Gyeongju 2005: Today and Tomorrow of the Historical Cities: Preservation and Restoration of the Historical Cities
10. Ballarat 2006: Sustainable Historical Cities: – Economics, Preservation and Visions for the Future –
11. Konya 2008: Living Cultural Heritage in Historical Cities
12. Nara 2010: Succession of Historical City with Creative Revitalization
13. Huế 2012: Defining Universal Heritage Challenges and Solutions
14. Yangzhou 2014: Historical Cities: Ancient Culture Integrated into Modern Civilization
15. Bad Ischl 2016: Smart, innovative, creative historical cities of the future
16. Bursa 2018: The Impact of Globalization on Culture and Way of Living
17. Kasan 2020: Historical and cultural heritage as the basis of national and regional identity
18. Andong 2022: Future-Oriented Historical City Based on Community
19. Ljubljana 2024

## Mitgliedsstädte
Deutschsprachige Mitgliedsstädte sind:
- Bad Ischl (Bürgermeisterin Ines Schiller sitzt im Vorstand der Städteliga)[2]
- Köln
- Wien